# دیولا کرودی
دیولا کرودی (مجاری: Gyula Krúdy؛ 
۲۱ اکتبر ۱۸۷۸ – ۱۲ مهٔ ۱۹۳۳) یک نویسنده و روزنامه‌نگار اهل مجارستان بود.
فیلم سندباد بر اساس چند داستان کوتاه وی با عنوان ماجراهای سندباد ساخته شده‌است.